# Lie-afgeleide
In de differentiaalmeetkunde, een deelgebied van de wiskunde, bepaalt de lie-afgeleide, door de Poolse wiskundige Władysław Ślebodziński naar Sophus Lie genoemd, de verandering van een vectorveld of meer in het algemeen van een tensorveld langs een ander vectorveld. Deze verandering is coördinaatinvariant en om die reden kan de lie-afgeleide op iedere differentieerbare variëteit worden gedefinieerd.